# Gabriele M. Göbel
Gabriele M. Göbel (* 2. September 1945 als Gabriele M. Beuel in Würzburg) ist eine deutsche Schriftstellerin.

## Leben
Gabriele M. Göbel studierte nach dem Abitur Romanistik an der Universität Köln und Kunstgeschichte an der
Universität Bonn. Seit den Siebzigerjahren veröffentlicht sie literarische Texte, anfangs vorwiegend für Kinder und Jugendliche. Die Autorin lebt mit ihrer Familie in Bonn-Bad Godesberg.
Gabriele M. Göbel ist Verfasserin von Romanen, Erzählungen, Gedichten und Hörspielen.
Gabriele M. Göbel ist Mitglied des Verbandes Deutscher Schriftsteller. Sie erhielt 1979 den Joseph-Dietzgen-Preis, 1981 den
Georg-Mackensen-Literaturpreis sowie 1987 den
Hörspielpreis des Ausländerbeauftragten des Senats von Berlin.

## Werke
- Die reisende Puppe oder Florian und der Kindertausch, Stuttgart 1976
- Kinder können klasse kochen, Stuttgart 1977 (zusammen mit Lothar Schneider)
- Der König der Straße, Stuttgart 1977
- Mit Augenblicken fängt es an, Berlin 1979
- Tage in Bigoudien, Stuttgart 1981
- Turmalins Traum-Farben, Stuttgart 1984 (zusammen mit Norbert Stockhus)
- Amanda oder Der Hunger nach Verwandlung, Frankfurt am Main 1985
- Einer wie der Zwinz, Erlangen 1985
- Der Wettlauf mit der Wolke, Erlangen 1986
- Maximilian Butterfly, München 1987
- Weißer weiser Isidor, Düsseldorf 1987 (zusammen mit Brigitte Smith)
- Lorna Doone, Stuttgart 1988
- Lila Löwenzahn, Bindlach 1989
- Die Schneekugelkönigin, Bindlach 1991
- Bis zum nächsten Sommer, Maurice!, Würzburg 1992
- Leselöwen-Kopf-hoch-Geschichten, Bindlach 1992
- Labyrinth der unerhörten Liebe, Wolfgang Krüger Verlag, Frankfurt am Main 1993.
  - als Fischer-Taschenbuch, Frankfurt am Main 1995, ISBN 3-596-12937-0.
- Ihr von den Inseln hinter dem Mond, München 1994
- Die Mystikerin – Hildegard von Bingen, Düsseldorf [u. a.] 1998
- Ich, Lilith, Berlin 2001
- Hexen der Nacht, Berlin 2005